# Pena di morte in Arabia Saudita
La pena di morte in Arabia Saudita, così come prescritto dalla Sharia (che fonda tutte le leggi del Paese), è prevista per vari reati, e viene applicata in numeri tali da classificare il Regno come il primo "paese boia" al mondo.

## Tipologia di reati
La maggior parte delle esecuzioni è avvenuta per reati di omicidio, ma anche un buon numero di reati non violenti come la presunta stregoneria, l'apostasia, la cattiva condotta sessuale e l'uso di sostanze stupefacenti si sono risolti con la decapitazione. Secondo le leggi ivi vigenti, la massima pena può essere applicata per omicidio sia colposo che volontario, stupro, terrorismo, rapina a mano armata, traffico di droga, stregoneria, adulterio, sodomia, omosessualità, rapina su autostrada, sabotaggio e apostasia (ovvero rinuncia della religione islamica).

## Modalità di esecuzione
Sono previsti tre metodi di esecuzione, ovvero la crocifissione, la lapidazione e la decapitazione: quest'ultimo è il sistema più applicato (nel 2005 tutte le esecuzioni sono avvenute per decapitazione) anche se vi sono talvolta crocifissioni e lapidazioni. Le donne possono scegliere di essere uccise con un colpo di pistola alla nuca per non essere costrette a scoprire il capo.

## Assenza di garanzie processuali
Alcune organizzazioni umanitarie hanno denunciato che in Arabia Saudita c'è una quasi totale assenza di garanzie processuali. Per esempio, ad alcuni imputati è stata negata molte volte la presenza di un avvocato o di una rappresentanza legale in aula; solo nel 2002 è stata consentita dal governo saudita la visita dello Special Rapporteur ONU sull'indipendenza dei giudici.
Taluni stranieri, soprattutto provenienti dal Medio Oriente, dall'Africa e dall'Asia, sono stati avvertiti della condanna comminata e della conclusione del loro processo solo quando i poliziotti sono entrati nella loro cella e li hanno portati nel luogo di esecuzione.

## Applicazione
Riguardo al numero di esecuzioni, nel 2019 sono state 184; nel 1995 c'erano state 674 esecuzioni (i due terzi dei giustiziati erano stranieri); nel 2004 le esecuzioni erano state 1213; nel 2011 le esecuzioni sono state 596, addirittura il triplo del 2010.
Nel 2022 fece scalpore l'esecuzione di 81 condanne a morte in un solo giorno.
Diversi osservatori hanno fatto notare come nonostante il tentativo del regno di presentarsi con un'immagine più moderata, le condanne a morte eseguite nel 2022 siano raddoppiate rispetto al 2021.
Negli anni sono stati giustiziati anche alcuni principi che avevano commesso diversi reati: Fayṣal bin Musāʿid bin ʿAbd al-ʿAzīz Āl Saʿūd, che uccise re Faysal, e Turki bin Sa'ud al-Kabir, colpevole di omicidio.

## Posizione internazionale
L'Arabia Saudita ha votato contro la risoluzione per l'abolizione della pena capitale approvata dalla Commissione per i Diritti Umani dell'ONU (21 aprile 2004).
Il 2 gennaio 2016, la condanna a morte di ben 47 detenuti, tra cui l'imam Nimr Baqr al-Nimr, scatenò un'ondata di proteste e scontri nei paesi medio-orientali di tradizione sciita, che portò all'interruzione dei rapporti diplomatici con l'Iran.